# Johann Jakob Speiser

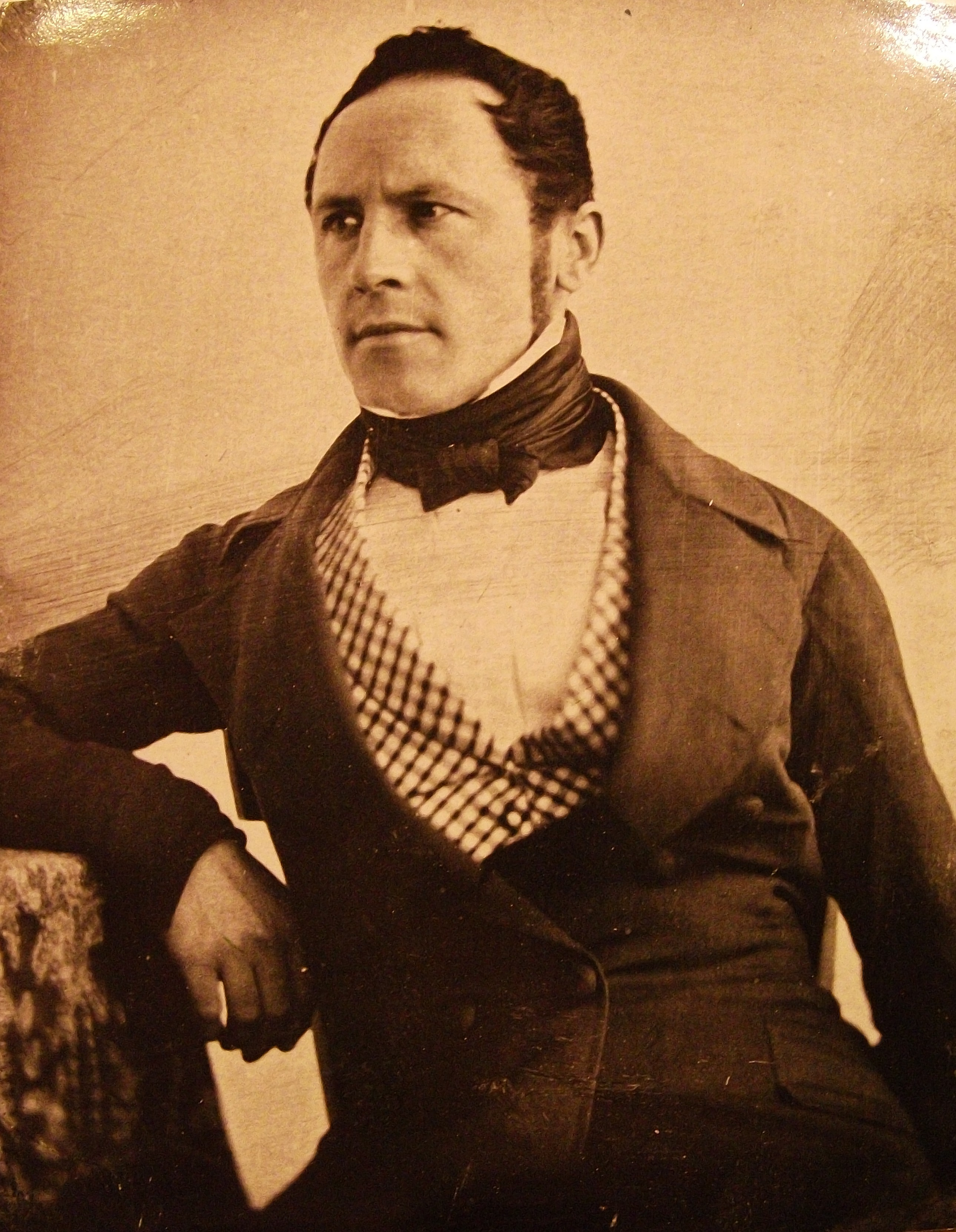
Johann Jakob Speiser (1852)

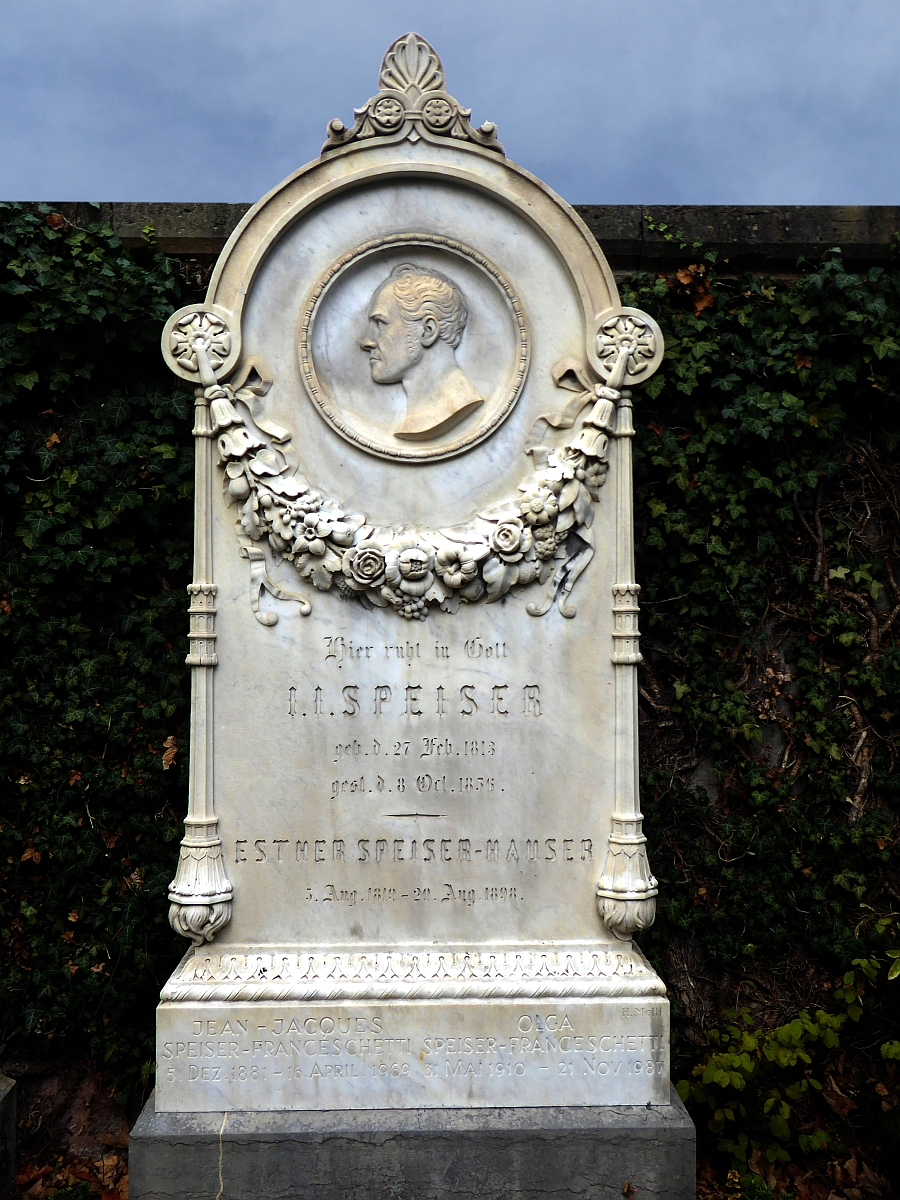
Johann Jakob Speisers Grab auf dem Friedhof Wolfgottesacker
Grabmal von Heinrich Rudolf Meili

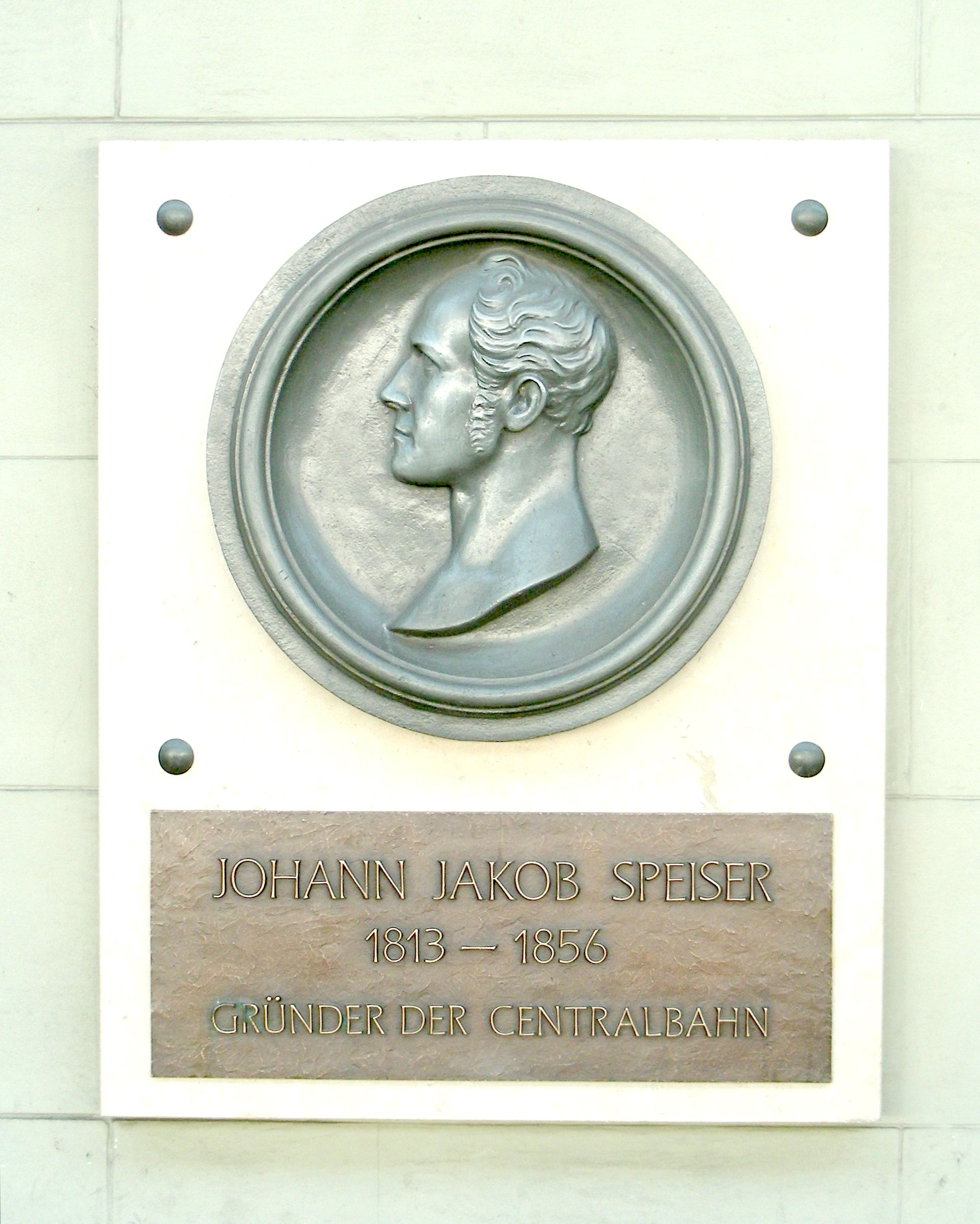
Gedenktafel im Bahnhof Olten

Johann Jakob Speiser (* 27. Februar 1813 in Basel; † 8. Oktober 1856 ebenda) war ein Schweizer Textilkaufmann, Bankier und Politiker. Er war heimatberechtigt in Wintersingen und Basel. Speiser war beteiligt an der Münzreform von 1848, durch die der Schweizer Franken eingeführt wurde, und an der Gründung der Schweizerischen Centralbahn.

## Berufliche Laufbahn

### Ausbildung
Johann Jakob Speiser durchlief das Gymnasium in seiner Heimatstadt Basel. Anschliessend absolvierte er in Lausanne eine Handelslehre, bevor er in die Unternehmung seines Vaters Johann Jacob Speiser eintrat. Weiterbildungen folgten am Arbeitsplatz, in Mülhausen, Marseille, Bordeaux und Liverpool. In Bordeaux arbeitete er bei der Firma Mestrezat, die an der Compagnie des chemins de fer du Midi beteiligt war, und lernte dadurch die Eigenarten der Finanzierung von Eisenbahngesellschaften kennen. In Liverpool war er von 1836 bis 1837 bei der Handelsfirma der aus der Schweiz stammenden Brüder Zwilchenbart tätig. Zurückgekehrt nach Basel, vertrat er ab 1839 zuerst englische und französische Handelshäuser, so unter anderem auch das der Zwilchenbarts. Speiser wurde durch seine Erfahrungen im Welthandel und Weltverkehr sowie durch seine selbständig erworbenen Kenntnisse des Geld- und Kreditwesens bekannt.

### Bankier
1843 gründete Speiser als einer von 17 Mitgliedern eine neue Basler Bank, die Gesellschaft der Giro- und Depositenbank in Basel mit der Aufgabe: «Die Bank soll nach und nach die allgemeine und angemessenste Niederlage werden für freigewordenes, kleineres und größeres Kapital, bis es die nach seiner Natur zweckmäßigste Verwendung gefunden hat.» Speiser wurde Direktor der Bank. Mit erweitertem Kapital und Geschäftskreis entstand daraus 1845 die Bank in Basel, als deren erster Direktor wieder Speiser amtierte. Als Geschäftszweck der Bank wurde genannt: «Ausgabe von Banknoten nach Sicht an den Inhaber zahlbar», also der einer Notenbank, wie bereits in Bern, Zürich und St. Gallen bestehend. In der Wirtschaftskrise von 1848 initiierte Speiser die Gründung eines Kreditvereins «sämtlicher Kapitalisten und Kaufleute» Basels, der mit «solidarischer Haftung» der Mitglieder alle Verbindlichkeiten abwickeln sollte. Tatsächlich führte dies zu einer schnellen Beruhigung der finanziellen Lage in Basel. Zur gleichen Zeit regte Speiser eine verstärkte Zusammenarbeit von Banken zum Zwecke der gegenseitigen Einlösung von Banknoten an. Ein solcher Vertrag wurde zunächst zwischen der Bank in Basel mit der Bank in Zürich abgeschlossen. 1848 war Speiser eine treibende Kraft bei der Gründung der Basellandschaftlichen Hypothekenbank.

### Münzreform
1849 wurde Speiser vom Bundesrat zum eidgenössischen Münzexperten für die Durchführung der Münzreform gewählt. Ziel war die Abschaffung von kantonalen und anderen inländischen Währungen zur Vereinheitlichung der Währung der Schweiz. Zu dieser Zeit betrug der Münzumlauf der Schweiz etwa 115 Millionen Franken, wovon 15 Millionen auf landeseigenes Geld entfielen, welches aus 860 Sorten bestand. Die Zahl der Münzherren betrug 79, davon 23 Kantone und Halbkantone, 16 Städte, 21 geistliche und 15 weltliche Münzherren. Speiser trat in seinem Expertenbericht für die Einführung des französischen Frankenfußes (Einheit Franken gleich 5 Gramm Silber 9/10 fein, Vorteile Dezimalsystem und weite Verbreitung) ein, setzte diesen in einem mit Streitschriften geführten öffentlichen Diskurs durch und war auch bei der administrativen Durchführung bis 1852 beteiligt. Der so eingeführte Schweizer Franken ist bis heute die Währung der Schweiz.

### Rechnungswesen des Bundes
Ebenfalls 1849 wurde Speiser vom Bundesrat mit einem Gutachten zur Einrichtung des Rechnungswesens der Bundesverwaltung beauftragt, welches er im selben Jahr abgab mit genauen Vorschlägen zur eidgenössischen Finanzverwaltung, die zum grössten Teil verwirklicht wurden.

### Schweizerische Zentralbahn
1852 war er Mitbegründer der Schweizerischen Centralbahn-Gesellschaft. Das Expertengutachten, welches Karl Geigy (1798–1861) 1852 über ein schweizerisches Eisenbahnnetz erstellte, stützte sich auf Vorarbeiten Speisers. Speiser und Geigy waren Anhänger des Konzeptes eines allein durch den Staat betriebenen Baus und Betriebes der Bahn. Da sich der Schweizer Nationalrat jedoch gegen eine staatliche Errichtung entschied, erfolgte die Finanzierung über Aktienemission an private Geldgeber. Speiser ergriff dabei die Initiative und versammelte Exponenten aus Wirtschaft und Politik, wobei es auch um die Interessen Basels bezüglich der Linienführung und der Kapitalbeschaffung ging. 1853 wurde Speiser bei der Wahl des Direktoriums des Verwaltungsrates dessen Direktor und somit der «faktische Leiter des gesamten Bahnunternehmens». Speiser unterstützte Geigy bei Verhandlungen über notwendige Nachfinanzierungen, die sich aus der Gestaltung der Zentralbahn als Privatunternehmen und dem Sinken der Aktienkurse ergaben. Bei Fragen der Finanzierung, bei Verhandlungsfragen und auch bei der Klärung technischer Fragen beriet sich Speiser mit dem 24 Jahre älteren Emanuel Zwilchenbart, für den er in Liverpool gearbeitet hatte. Speiser behielt die Funktion des Zentralbahndirektors bis zu seinem Tod 1856. Sein Nachfolger wurde Karl Geigy.

### Politik
Speiser beteiligte sich kaum an Basler oder Schweizer Parteipolitik, nahm jedoch 1852 eine Wahl in den Grossrat von Basel und das Finanzkollegium an. Er zählte dabei zu den gemässigten Konservativen der Mittelpartei um Achilles Bischoff.

### Persönliches
Speiser war das älteste von acht Kindern eines Basler Händlers für Tuche, Tapeten und Geschirr, dessen Familie aus dem Ort Wintersingen im Baselbiet stammte. 1839 heiratete er Dorothea Esther Hauser, Tochter eines Gastwirts.
Im Jahre 1856 starb Speiser mit 43 Jahren an den Folgen einer Krebserkrankung.
Speiser galt im Kreise der führenden Basler Familien als homo novus, so der Basler Jurist Eduard His, da er aus einer bürgerlichen Familie stammte, die nicht auf eine lange Tradition der Zugehörigkeit zum Patriziat in Basel zurückblicken konnte. Er überzeugte durch Anpassungsfähigkeit, Vielseitigkeit und Schnelligkeit.

## Politische Stationen
- Mitglied der Postkommission in Basel ab 1842
- Mitglied des Zivilgerichtes Basel ab 1843
- 1848–52 Bundesrätlicher Münzexperte; in seine Amtszeit fiel die eidgenössische Münzreform
- Mitglied des Grossen Rates des Kantons Basel-Stadt und des Finanzkollegiums ab 1852

## Schriften
Speiser verfasste zahlreiche Schriften und Artikel über Finanzen und Wirtschaft. Er publizierte diese in dem vom Schweizerischen Industrieverein herausgegebenen Wochenblatt, in der Nationalzeitung und der Neuen Zürcher Zeitung. Als Verfechter des Freihandels und Gegner von Schutzzöllen trat er für eine liberale Wirtschaftspolitik ein.
- Expertenbericht und Entwurf eines Gesetzesvorschlags über das Münzwesen. 1849.

## Ehrung
Im Bahnhof Olten befindet sich eine Gedenktafel für Johann Jakob Speiser, ebenso ist in Olten und im Basler St.-Alban-Quartier eine Strasse nach ihm benannt.